# Draug

Drög som skiftat hamn till en enorm skepnad. Modern konst av norrmannen Kim Diaz Holm.

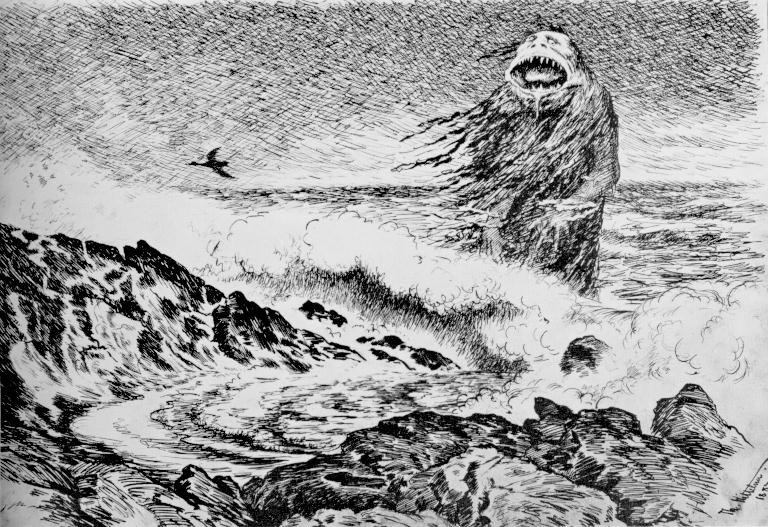
Theodor Kittelsens Sjøtrollet från 1887 visar en varelse som har drag av den norska sjödrögen.

Draug (fornnordiska: draugr, draugʀ), är ett gammalt nordiskt begrepp för en vålnad eller gengångare, härstammande från samma rot som bedraga (något som bedrar).
Draug i svenskan är ett modernt lån från islänningasagorna (modern isländska: draugur) där ”draugar” är övernaturliga likspöken som vaktar sin gravhög eller gravröse. De är förmögna till trolldom och kan skifta hamn. I Norge är draugen (norska: draug/drauv, drøg/drøv, drog/drov) delad i två väsen, vanliga gengångare på land, och ”sjödrögen” (norska: sjødraugen/havdraugen), ett ont väsen till sjöss som representerar de som gått i kvav, även kallat sjötroll fast avseende troll i sin äldre mening om ondsinta övernaturliga väsen. Den beskrevs som drauen 1729 av Hans Egede, då uttryckligen som utan fastställt utseende men har sedan mitten av 1800-talet beskrivits av vissa uppträdande som en gengångare i sjökläder med en vase av tång istället för huvud. De som ser den blir utlovade döden till sjöss. Ett liknande väsen som den norska sjödrögen finns i samisk folktro, kallad rávga eller čáhcerávga (vattendrög) på nordsamiska, rávvga på pitesamiska och rávgga på lulesamiska, vilka ursprungligen är lånord från urnordiskan. Dessa representerar de som drunknat i vattendrag och kan likt näcken (och andra liknande väsen) dra ner och dränka folk.

## Etymologi
fornnordiska: draugr, av äldre *draugʀ, vilken torde föregåtts av urnordiska: *ᛞᚨᚱᚨᚢᚷᚨᛉ, *dᵃraugaʀ (”vålnad, fantom, illusion, inbillning, ond ande”), från ett hypotetiskt urgermanska: *draugaz (”något som bedrar”), en avledning till ett verb *dreuganą (”bedraga, vilseleda”), till samma rot som ”bedraga”, ännu längre bak även ”drömma”, från urindoeuropeiska.
Analoga kognater är isländska: draugur, färöiska: dreygur och diverse former på norska, tidigast belagt som drau (drauen) 1729, senare som: draug, drøg, drog eller drauv, drøv, drov. Begreppet finns även i de samiska språken, troligen inlånat från urnordiskan någon gång under folkvandringstiden: kildinsamiska: роа̄ввк, tr. rååvvk, lulesamiska: rávgga, nordsamiska: rávga, pitesamiska: rávvga, sydsamiska: raavke. I engelskan finns formerna drow och trow (”ondsint övernaturligt väsen, troll, tomte”) som härrör från lågskotskan på Shetlandsöarna och Orkneyöarna vilka har rötter i fornnordiskan och norn. Begreppen stammar från en både lingvistisk och bildlig sammanstrålning av ett ej belagt norn: *drog (”drög”) och trǫll (”troll”). Troll förekommer synonymt till drög. Gengångaren Glam i Grette Asmundssons saga kallas troll istället för draug, i norskan används sjøtroll (”sjötroll”) om sjødraugen (”sjödrögen”) och algen som kallas trollspy i Sverige kallas draugspy (”drögspy”) på norska.
Bland kognater finns lågtyska: drog (”bedragare, lurendrejare”), dregen (”bedraga”), fornhögtyska: triogan (”bedraga”), bitrog (”bedrag, bedrägeri”), gitrog (”illusion, inbillning, vålnad”), tyska: Trug (”bedrag, bedrägeri; bedräglighet”), trugen (”bedraga”), nederländska: bedrog (”bedrag, bedrägeri”), fornsaxiska: bidriogan (”bedragan”), fornsaxiska: gidrog (”inbillning”), kymriska: drwg (/druug/, ”ond”), iriska: droc (”ond”), bretonska: droug, drouk (”ond”), sanskrit: द्रुह्, drúh (”skada, brott”), द्रोघ, drógha (”bedräglig, osann, vilseledande”), fornpersiska: 𐎭𐎼𐎢𐎥, drauga (”bedrag, bedrägeri”), 𐎭𐎼𐎢𐎩𐎴, draujana (”bedragande, bedräglig, vilseledande”).

## Drögar i svenska källor
I svenska källor är drögar främst okända. I Svenskt dialektlexikon från 1860-talet av Johan Ernst Rietz finns formerna drög och dröger belagda i Hälsinglands, Värmlands allmogespråk, med betydelsen ”blek, maktlös, senfärdig människa, som skrider fram”. I Närke ska tydligen den fornnordiska formen draugr funnits, vilken tillsammans med den fornnordiska formen ges betydelsen ”gengångare, spöke”. Rietz belägger även de norska formerna draug, drog, drauv med samma betydelse. Andra möjliga svenska former är dronn och drån med betydelsen ”djävulen” från Halland och Skåne, vilka kan jämföras med definitiva formen av norska: drov → droven/drovn (→ /dråunn/?).
Formen drög utan diftongen /au/ finns även belagd i Nordisk familjebok 1880 i sammansättningen Drögadrotten (av isländska: Draugadróttinn), ”drögarnas drott”, alltså ”gengångarnas herre”, ett binman till Oden. Formen togs även med i verket Språkmästaren: förklaringar över 10,000 främmande ord, deras härledning och uttal av P.L. Bergström 1915 men i Förklaringar över 100,000 främmande ord och namn m. m. i svenska språket från 1936, en utökad utgåva av Carl Magnus Ekbohrns (1807–1881) dito om 23,000 främmande ord från 1868, anges Drögadrotten som sekundär till islandismen ”Draugadrotten”.
Begreppet verkar ha varit mycket ovanligt i Sverige jämfört med Norge. I dialektlexikon anges trollspy som ett götaländskt namn för en sorts alg där norska formen anges som draugspy (”drögspy”).

## Draugar i isländska källor

### Beskrivning

Vikingatida krigare som går igen som en drög. Modern konst av norrmannen Kim Diaz Holm.

I islänningasagorna och nordisk mytologi beskrivs draugen som en gravsatt gengångare vars kropp går igen, ett likspöke av materia snarare än en ande. Denna omnämns som farlig och ohygglig, följd av en stank av förruttnelse. Den har övermänsklig styrka och förmågan att ändra sin kroppsstorlek samtidigt som sin vikt. Den har kvar spår av sin intelligens och njuter av lidandet den orsakar. Den kommer ut ur sin grav i form av rök och byter skepnad.
Draugar bor, åtminstone i vissa fall, kvar i sin gravhög och attackerar gravplundrare som försöker lägga beslag på de skatter som den döde fått med sig i graven. Ofta kunde draugen av avundsjuka klättra ner i en rik mans grav och vakta skatterna som om de vore dess egna.
I folksagorna kunde draugar mörda sina offer på många olika sätt, som att driva sina offer till vansinne eller krossa dem med sin enorma vikt eller äta deras kött och dricka deras blod. Precis som med vampyrer och zombier kunde draugens offer själv bli en draug. Draugar drivs av avundsjuka och girighet och anfaller ofta de levande av avund för att de äger vad de själva nu saknar i döden. De lär också ha en omättlig hunger. 
Ett vanligt sätt att slippa gengångare var att driva en påle genom den dödes kropp, precis som med vampyrer. På så sätt naglades liket fast på sin plats och hindrades från att spöka. En fullständig förstörelse av kroppen kunde man också få om den döde brändes på bål och askan ströddes ut i havet.

### Kända draugar
Kända draugar i nordisk mytologi är kanske framförallt den fruktade Glam i Grettes saga. I sagan finns det både en kort beskrivning av honom som levande, och en utförlig redogörelse för hans existens som draug, till dess att Grette slår honom tillbaka till Hel. Ett annat, lite ovanligt exempel på en draug, är hjälten Gunnar i Njáls saga som efter sin död blir en draug.
Drögadrotten (isländska: Draugadróttinn), ”drögarnas drott, gengångarnas herre”, var ett av Odens binamn.